# Anomalopus swansoni
Anomalopus swansoni — вид сцинкоподібних ящірок родини сцинкових (Scincidae). Ендемік Австралії.

## Поширення і екологія
Anomalopus swansoni мешкають в прибережних і внутрішніх районах на сході Нового Південного Уельсу, між річками Хоксбері і Хантер. Вони живуть на прибережних дюнах і пустищах, в сухих склерофільних лісах та серед пісковикових пагорбів. Є живородними.